# Żagnica torfowa
Żagnica torfowa, żagnica sitowa (Aeshna juncea) – gatunek owada z rzędu ważek należący do podrzędu ważek różnoskrzydłych i rodziny żagnicowatych (Aeshnidae). Występuje w Europie, Azji i północnej części Ameryki Północnej. Długość ciała wynosi 70 mm, a rozpiętość skrzydeł 95 mm.
W Polsce występuje na terenie całego kraju, ale rzadko; częściej spotykany jest w pasie pojezierzy na północy kraju, na Lubelszczyźnie, Roztoczu, w wąskim pasie od Tatr poprzez Jurę Krakowsko-Częstochowską i dalej na północ oraz w Karkonoskim Parku Narodowym. Nie jest objęty ochroną gatunkową. Imagines latają od końca czerwca do września.